# Parabathyscia genuensis
Parabathyscia genuensis es una especie de escarabajo del género Parabathyscia, familia Leiodidae. Fue descrita por primera vez por Zoia en 1986.

## Distribución
Esta especie se encuentra en Italia.